# Hranice, Cheb
Hranice là một thị trấn thuộc huyện Cheb, vùng Karlovarský, Cộng hòa Séc.